# Дарлинг, Джин
Джин Дарлинг (англ. Jean Darling, урождённая Дороти Джин Левейк, англ. Dorothy Jean LeVake; 23 августа 1922, Санта-Моника, Лос-Анджелес, Калифорния, США — 4 сентября 2015, Рёдермарк, Дармштадт, Гессен, Германия) — американский ребёнок-актриса, наиболее известная своей детской ролью в серии комедийных короткометражных фильмов «Пострелята», в которых снималась с 1927 по 1929 год.

## Биография
Родилась 23 августа 1922 года в Санта-Монике, США. Спустя несколько дней после рождения её родители развелись, и Дороти Джин Левейк, оставшеяся на воспитании матери, официально сменили имя на Джин Дарлинг.
Впервые на киноэкранах она появилась в пятимесячном возрасте. Её плодотворная кинокарьера стартовала в 1927 году в «Пострелятах», где она появилась в трёх десятках короткометражек. В 1929 году, после завершения съёмок, Дарлинг завершила карьеру, сыграв одну из своих последних ролей в фильме «Джейн Эйр».
В 1940-х годах Дарлинг играла в двух популярных мюзиклах на Бродвее. В начале 1950-х годов она некоторое время работала на телевидении, где была ведущей собственного телешоу для женской аудитории. В 2013 году Дарлинг снялась в короткометражке «Рассказ Батлера» (The Butler's Tale), стилизованной под немое кино. Помимо актёрской карьеры она известна как автор множества детективных рассказов, с которыми она выступала на ирландском телевидении и радио.
С 1954 по 1980 год была замужем за Рубэном Боуэном (Reuben Bowen), от которого родила сына Роя (Roy). С 1974 года актриса проживала в Дублине, а позже перебралась в Германию, где остаток жизни провела вместе с сыном в городе Родгау. До своей смерти, наряду с Дайаной Серра Кэри, была одной из последних актрис немого кино.
Умерла 4 сентября 2015 года в Рёдермарке, Германия.